# Nobody Is Right
「Nobody Is Right」（ノーバディ・イズ・ライト）は中島みゆきの楽曲。

## 収録アルバム
- I Love You, 答えてくれ
- 中島みゆき・21世紀ベストセレクション『前途』
- ここにいるよ(中島みゆき TOUR 2010より)